# Нововикторовка (Запорожская область)
Нововикторовка (укр. Нововікторівка) — село,
Терсянский сельский совет,
Новониколаевский район,
Запорожская область,
Украина.
Код КОАТУУ — 2323686610. Население по переписи 2001 года составляло 53 человека.

## Географическое положение
Село Нововикторовка находится на правом берегу реки Солёная, которая через 1 км впадает в реку Верхняя Терса,
на противоположном берегу реки Верхняя Терса расположено село Марьяновка.